# Christopher Clyde-Green
Chris Clyde-Green o Chris Green (Greenwich, Londres, 31 de març de 1986) és un actor de teatre i cinema, cantant, músic, professor i escriptor anglès nascut a Londres, però criat a Kent.
Green va néixer al Greenwich District Hospital de Londres, Anglaterra. Es va graduar amb una llicenciatura en arts en literatura anglesa per la Royal Holloway, Universitat de Londres i una llicenciatura en educació per la Universitat de Cambridge.
Green va començar la seva interpretació quan era nen, apareixent en nombroses obres de teatre i pel·lícules, sobretot a Blackbeard amb Jessica Chastain i Angus Macfadyen.
A més d'actuar, Green ha col·laborat en publicacions com Dazed, The Voice i TES.
El 2004 Green va rebre el premi Diana.
Des de l'actuació de Green com Robert Johnson a la producció de Cross Road Blues del 2009 al Hackney Empire, s'han dissenyat nombrosos tatuatges basats en el cartell de l'obra d'ell.
Com a professor de literatura i filosofia, ha ensenyat a Anglaterra, Portugal i Suïssa. Dins de l'educació, Green ha advocat per més diversitat dins del lideratge educatiu.